# 斐迪南二世 (阿拉贡)
天主教徒阿拉贡的费尔南多二世（西班牙語：Fernando II de Aragón el Católico），1452年3月10日—1516年1月23日），1479年－1516年期間是阿拉贡国王，1474年－1504年期間是卡斯蒂利亚国王，称费尔南多五世。他也是西西里国王（1468年起，称费迪南多二世）和那不勒斯国王（1504年起，称费尔南多三世）、那不勒斯国王、納瓦拉國王（1512年起称费尔南多一世）。
透过与卡斯提爾女王伊莎贝拉一世的婚姻，费尔南多二世成為是统一西班牙王國後的第一个国王，並開創西班牙帝國。其支援克里斯托弗·哥伦布開拓美洲新大陸，為推動地理大發現、發展西方文明作出重大的貢獻。

## 缔造统一的西班牙
费尔南多为阿拉贡国王胡安二世之子。1468年他被父亲任命为西西里国王，作为他与卡斯蒂利亚国王恩里克四世的异母妹妹和继承人伊莎贝拉结婚的准备。1469年10月19日，费尔南多与堂姐伊莎贝拉在奥卡尼亚结婚。1474年伊莎贝拉继承卡斯蒂利亚王位后，宣布费尔南多为她的共同在位者。在伊莎贝拉登上王位之时，卡斯蒂利亚的封建内讧如火如荼；他们立刻与支持恩里克四世的女兒胡安娜·拉·贝尔特兰尼哈公主的贵族展开了内战。直到1476年打败了胡安娜的丈夫、葡萄牙国王阿方索五世结束内战后，伊莎贝拉的王位才得以巩固。当1479年费尔南多继承阿拉贡王位，尤其是1492年征服了格拉纳达之后，卡斯蒂利亚、阿拉贡和西班牙其它许多独立领地的王冠以家族联盟的形式联合了起来。这是自8世纪以后西班牙第一次出现统一的政治实体，虽然直到18世纪有许多地区还是名义上独立的。

## 强而有力的统治
阿拉贡的费尔南多二世即位后的第一个成就是征服了伊比利亚半岛上的最后一个伊斯兰教国家格拉纳达（1492年），从而结束了西班牙历史上的收复失地运动。在同一年，阿拉贡的费尔南多二世下令驱逐卡斯蒂利亚和阿拉贡的犹太人，并派遣哥伦布出海探险，这次航海最终发现了美洲大陆。根据1494年《托德西利亚斯条约》，欧洲以外的世界被卡斯蒂利亚和葡萄牙两国沿一条穿过大西洋的经线瓜分。
阿拉贡的费尔南多二世统治的西班牙与法国的关系很少是和睦的。1493年，他根据与法国国王夏尔八世签订的巴塞罗那条约吞并了鲁西永和塞尔达尼亚。此后他一直与夏尔八世及其继承人争夺在意大利的利益，导致一场长期无结果的意大利战争。1494年夏尔八世入侵意大利并赶走了那不勒斯国王阿方索二世，后者是阿拉贡的费尔南多二世的侄子。费尔南多与主要的意大利城邦及神圣罗马帝国皇帝马克西米连一世结盟，于1496年迫使夏尔八世完全从意大利撤出，并把阿方索二世之子费迪南多二世推上那不勒斯王位。1501年，那不勒斯的费迪南多二世去世，王位由其叔父费德里科继承；然而阿拉贡的费尔南多二世与夏尔八世的继承人路易十二签订秘密条约瓜分了那不勒斯。路易十二获得坎帕尼亚（包括那不勒斯城本身）和阿布鲁齐，而费尔南多获得普里亚和卡拉布里亚。这个协定转眼就瓦解了。1504年，阿拉贡的费尔南多二世的大将冈萨罗·费尔南德斯·德·科尔多瓦从法国人手中夺取了那不勒斯。
阿拉贡的费尔南多二世和伊莎贝拉的孩子包括疯女胡安娜和阿拉贡的凯瑟琳。她们分别与勃艮地公爵菲利普和英格兰国王亨利八世结婚（后者后来离婚），前者的婚姻直接导致了费尔南多的外孙、神圣罗马帝国皇帝卡尔五世的庞大帝国。
1504年阿拉贡的费尔南多二世的妻子伊莎贝拉去世，胡安娜继承了卡斯蒂利亚的王位。阿拉贡的费尔南多二世將胡安娜与丈夫囚禁在在尼德兰时一直以摄政形式实际管理卡斯蒂利亚，但他利用胡安娜精神失常的机会将摄政权力永久化。但他的图谋被深深畏惧他的卡斯蒂利亚贵族制止了，他们宣布胡安娜的丈夫为国王费利佩一世，为此几乎引起内战。然而费利佩一世在1506年突然去世，他与胡安娜的儿子奥地利的卡尔年仅6岁，费尔南多二世在卡斯提爾首相兼總主教希梅内斯的協調和幫助下，其摄政于是合法化了。
1508年战火再度在意大利燃起，这次费尔南多二世，路易十二，马克西米连一世以及教宗儒略二世结成了反对威尼斯的康布雷联盟。由于利益无法调和，以及对法国意图的普遍怀疑，这个联盟很快便瓦解了。一个包含意大利诸多势力的针对法国的神圣联盟取而代之。
阿拉贡的费尔南多二世高度关注奥斯曼帝国在地中海的扩张。1509年，他派遣卡斯蒂利亚军队侵入北非，企图削弱当地的穆斯林政权。同年，面对胡安娜日益严重的精神健康问题，费尔南多解散了她的班底，换成了忠于自己的人，并下令将她关在卡斯蒂利亚巴拉多利德附近托德西亚斯的王宫的圣克拉拉修道院里。此时，一些报道称她疯了、把丈夫的尸体带到托德西亚斯以让尸体靠近她。胡安娜被囚期间身着黑衣。为了缓解胡安娜的过渡期，费尔南多允许她的小女儿卡塔里娜陪伴她。据记录，他曾说过：“把我女儿送到托德西亚斯比在战场上面对法国大炮更让人筋疲力尽。”
1511年11月，费尔南多二世与女婿英格兰国王亨利八世签署威斯敏斯特条约，许诺两国将在与法国的斗争中尽一切力量互相援助。1512年，阿拉贡的费尔南多二世强行将纳瓦拉的南部并入西班牙，尽管这个王国已经由法国封建主统治了几个世纪。在意大利阿拉贡的费尔南多二世的事业也一帆风顺。1513年，神圣联盟的军队将法国力量逐出米兰，把这个城市重新交给残暴的斯福尔扎家族统治。不过两年后法国人又再次征服了米兰。
1516年阿拉贡的费尔南多二世去世，留下一个堪称欧洲第一强国及世界超級帝國的西班牙。他被安葬于格拉纳达的皇家礼拜堂。他原定的继承人为胡安娜及胡安娜的长子卡尔，但因为胡安娜的次子费迪南和他同名同生日又在西班牙长大，他临终时想改立费迪南继位，被卡尔派教师艾德里安枢机劝止。他遗命由胡安娜和卡尔母子二王共治。以胡安娜为共治君主的指定完全是名义上的，她仍然被关在修道院里，至死都没有被释放；治国的重任落在16岁的卡尔即卡洛斯一世身上。

## 建立君主专制
费尔南多二世是西班牙专制制度的创始人。他大幅度地削弱贵族和城市的力量，从而将国家的权力集中在国王一人手中。贵族被禁止私自铸币和参与议会表决，而议会本身就变成国王的傀儡，并且不再定期召开。费尔南多二世自己兼任西班牙有势力的卡拉特拉瓦骑士团大团长，该组织与教会有密切关系。1486年，费尔南多二世颁布瓜达卢普敕令，该敕令禁止了加泰罗尼亚地区的农奴制，并将领主的司法权收归国王。

## 天主教徒费尔南多
阿拉贡的费尔南多二世是真正热情的天主教徒，他不遗余力地推行亲天主教的政策。1480年，费尔南多夫妇在卡斯蒂利亚建立了审判异端的宗教裁判所（由真誠而聖潔的托马斯·德·托尔克马达主持），成为持续几个世纪的宗教迫害的开端。1492年颁布的驱逐犹太居民的命令及其后对犹太教信徒和伊斯兰教徒（摩尔人）的歧视、迫害政策对后来西班牙的经济文化发展造成了损害。
由于阿拉贡的费尔南多二世将法军逐出那不勒斯的功绩，教宗亞歷山大六世于1496年12月2日宣布他和伊莎贝拉为“天主教双王”。此后他便以“天主教徒费尔南多”的称号著称于世。

## 评价
费尔南多二世個性冷漠、孤僻，做事迂迴多慮、節儉吝嗇且苛待下屬；但是遇到公共事務時，他頗為公正、仁慈，率軍出征時又是智勇雙全的主帥、在困境中堅定不移、對重要下屬的精挑細選、對政務的鞠躬盡瘁，以及外交上狡詐又彈性、謹慎的手腕，讓他能夠達成遠大的目標。當代西班牙人雖然大多厭惡他人格上的缺點，但後世史家仍歸納他是一個偉大的君主。
对阿拉贡的费尔南多二世的同时代评论主要来自馬基雅維利，他认为阿拉贡的费尔南多二世是背信弃义的君主的典型。但某些研究者却认为最符合馬基雅維利主义的“典范君主”正是费尔南多二世，而不是切萨雷·波吉亚。土耳其蘇丹巴耶塞特二世則嘲笑他驅逐猶太人的政策。
马基雅维里的看法可参看《君王论》第21章《君王怎样做才能受人尊敬》，他讚揚费尔南多：「其行為……通通偉大且有些卓異」、「基督教世界中最重要的國王」。同時代義大利史家圭迪恰尼評論說：「這位君王在言行間的對比，真是天壤之別（說一套做一套），但其訂立步驟和計畫，又何等深沉奧秘阿！」不少人認為费尔南多一生靠著好運而連連勝利，但事實上他是小心準備、以待大事，因此抓住機會出手時如同獵鷹般精準。美國學者威爾·杜蘭說：「我們若對他的善惡功過加以衡量、總括，結論即是──他好歹已將西班牙從停滯破碎的混亂中統一壯大起來，成為下一代（16世紀）的歐洲霸主。」